# Cryptoblepharus rutilus
Cryptoblepharus rutilus är en ödleart som beskrevs av  Peters 1879. Cryptoblepharus rutilus ingår i släktet Cryptoblepharus och familjen skinkar. IUCN kategoriserar arten globalt som livskraftig. Inga underarter finns listade i Catalogue of Life.